# Hot Shot
| Críticas profissionais | Críticas profissionais |
| Avaliações da crítica  | Avaliações da crítica  |
| Fonte                  | Avaliação              |
| ---------------------- | ---------------------- |
| Allmusic               | [ 1 ]                  |
| Entertainment Weekly   | C+                     |
| NME                    | (3/10)                 |
| People                 | (favorável)            |
| Plugged In             | (não favorável)        |
| Q                      | [ 6 ]                  |
| Robert Christgau       | neither                |
| The Source             | (médio)                |

Hot Shot é o quinto álbum de estúdio do cantor jamaicano-americano Shaggy. Foi lançado pela primeira vez em 8 de Agosto de 2000 nos Estados Unidos, antes de ser publicado no Reino Unido em 8 de Abril de 2001, com uma lista de faixas revisada. A versão britânica também foi lançada no resto da Europa, mas sem a canção "Why You Mad at Me?". Hot Shot recebeu seis discos de platina nos Estados Unidos, e desde então vendeu mais de 8.8 milhões de cópias. O álbum acabou vendendo estimadas 20 milhões de cópias mundialmente. Uma versão remix, chamada Hot Shot - Ultramix, foi lançada em Junho de 2002. Quatro singles foram gerados: "It Wasn't Me", "Angel", "Luv Me, Luv Me" e o lado-A duplo "Dance & Shout" e "Hope".

## Faixas
1. "Hot Shot"
2. "Lonely Lover"
3. "It Wasn't Me" (feat. Ricardo "RikRok" Ducent)
4. "Freaky Girl" (feat. The Kraft)
5. "Leave It to Me" (feat. Brian & Tony Gold)
6. "Angel" (feat. Rayvon)
7. "Hope" (featuring Mister Mydas)
8. "Keep'n It Real"
9. "Luv Me, Luv Me" (feat. Samantha Cole)
10. "Not Fair" (feat. RUDE)
11. "Hey Love"
12. "Why Me Lord?"
13. "Joy You Bring"
14. "Chica Bonita" (feat. Ricardo "RikRok" Ducent)
15. "Dance & Shout" (feat. Pee Wee)
16. "Why You Mad at Me" (faixa bônus do Reino Unido)

## Desempenho nas paradas musicais
| Ano  | Parada musical  | Posição |
| ---- | --------------- | ------- |
| 2001 | Billboard 200   | 1       |
| 2001 | Digital Albums  | 1       |
| 2001 | UK Albums Chart | 1       |

| Precedido por J. Lo de Jennifer Lopez Everyday de Dave Matthews Band | Álbuns número um na Billboard 200 em 2001 17 de Fevereiro – 16 de Março de 2001 31 de Março – 31 de Abril de 2001 | Sucedido por Everyday de Dave Matthews Band Until the End of Time de 2Pac |
| Precedido por Reveal by R.E.M.                                       | Álbum número um no Reino Unido 9 de Junho de 2001 – 15 de Junho 2001                                              | Sucedido por Amnesiac de Radiohead                                        |